# 미국 성경 협회
미국 성경 협회( American Bible Society )는 미국에서 세워진 프로테스탄트의 성경을 편집및 발행하는 단체이다. 1816년 5월 11일 뉴욕시에서 설립되었고, 굿뉴스 성경으로 알려져있다.
2015년에 본부를 뉴욕시에서 필라델피아로 옮겼다. 이 단체는 여호와의 증인의 경전과 몰몬경을 인정하지 않는다.

## 주요 인물
- 초대 회장은 일라이어스 부디놋으로 그는 장로교인이었다.
- 1821년 회장은 미국 초대 대법원장이었던 존 제이였다.
- 1817년 - 1843년 미국의 국가를 작사하였던 프랜시스 스콧 키가 부회장으로 봉사하였다.

## 같이 보기
- 성서공회
- 영국 해외 성서 선교회